# エイミ・タン

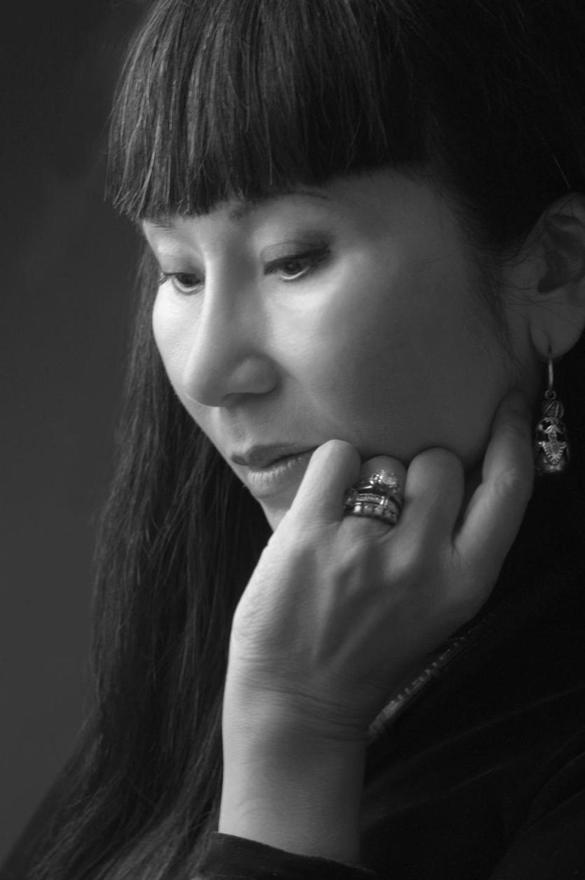

エイミ・タン（Amy Tan、譚 恩美、1952年2月19日 - ）は中国系アメリカ人の小説家。

## 人物
カリフォルニア州オークランドに、バプテスト教会の牧師だった父親と看護婦の母親の間に生まれる。彼女が14歳のとき、父親と兄が脳腫瘍で死去。スイスに移るが、後にアメリカに戻りサンノゼ州立大学で言語学を学び、子供のためのスピーチ・セラピストとして働くようになる。
彼女の祖母も母親も鬱病を患っており、彼女自身も治療を受けていたが、セラピーの代わりに文章を書きはじめたのが小説家になるきっかけだという。
1989年に発表した「ジョイ・ラック・クラブ」がベストセラーとなり、後にウェイン・ワン監督で映画化もされた。また、多くのエッセイも書いている。
また、ロックバンドRock Bottom Remaindersのボーカルでもある。メンバーは同じく小説家のデイブ・ベリーとスティーヴン・キング。

## 主な著作
- 『ジョイ・ラック・クラブ』小沢瑞穂訳（角川書店、1990）（のち文庫、ヴィレッジブックス、2005）
- 『キッチン・ゴッズ・ワイフ』小沢瑞穂訳（角川書店、1992、のち文庫）
- 『私は生まれる見知らぬ大地で』小沢瑞穂訳（角川書店、1997）